# Nouvelair
Nouvelair Société Anonyme, in arabo الطيران الجديد تونس‎?, comunemente conosciuta come Nouvelair, è una compagnia aerea tunisina con sede a Monastir, nella Zona Turistica Dhkila, nei pressi del Sahara Beach Hotel. La compagnia dispone anche di una sede a Tunisi.
Nouvelair opera voli charter tra le più importanti località europee e le zone turistiche tunisine. Le sue basi principali sono: l'aeroporto di Monastir, l'Aeroporto Internazionale di Tunisi-Cartagine e l'Aeroporto di Djerba-Zarzis.

## Storia
La compagnia è stata fondata nell'ottobre 1989 come Air Liberté Tunisie e ha iniziato le attività il 21 marzo 1990 con Douglas DC 9 noleggiati. Al momento della fondazione era un affiliato dell'operatore francese Air Liberté. La maggioranza è detenuta da Aziz Milad e ha 614 dipendenti (marzo 2007).
Il 1° gennaio 1996 la ragione sociale fu mutata in Nouvelair Tunisie. Nel 2008 integrò le prpprie operazioni con quelle della conterranea Karthago Airlines, completamente assorbita il 20 gennaio 2011. Nel 2015 la società ha avviato anche i primi collegamenti di linea regolari. La flotta attuale è tutta composta da velivoli di produzione Airbus.

## Flotta

### Flotta attuale

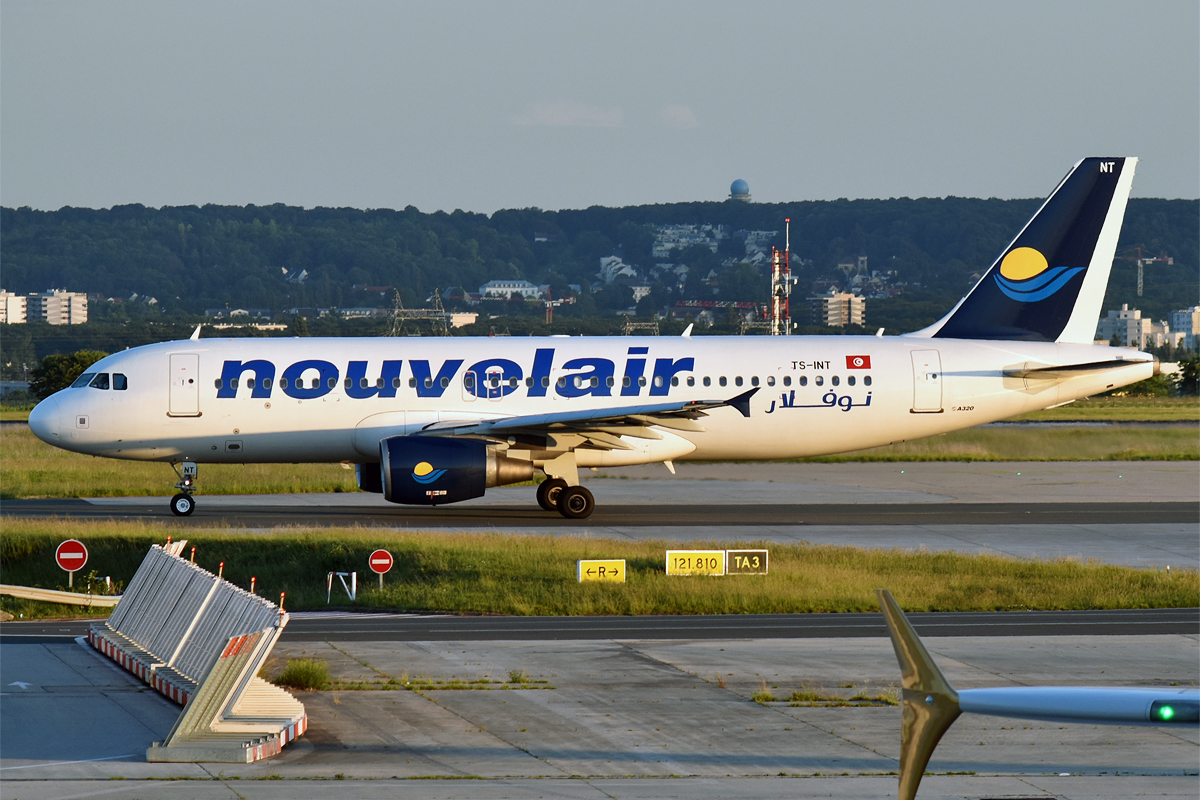
Un Airbus A320-200.

A settembre 2024, la flotta di Nouvelair è composta dai seguenti aerei:

### Flotta storica

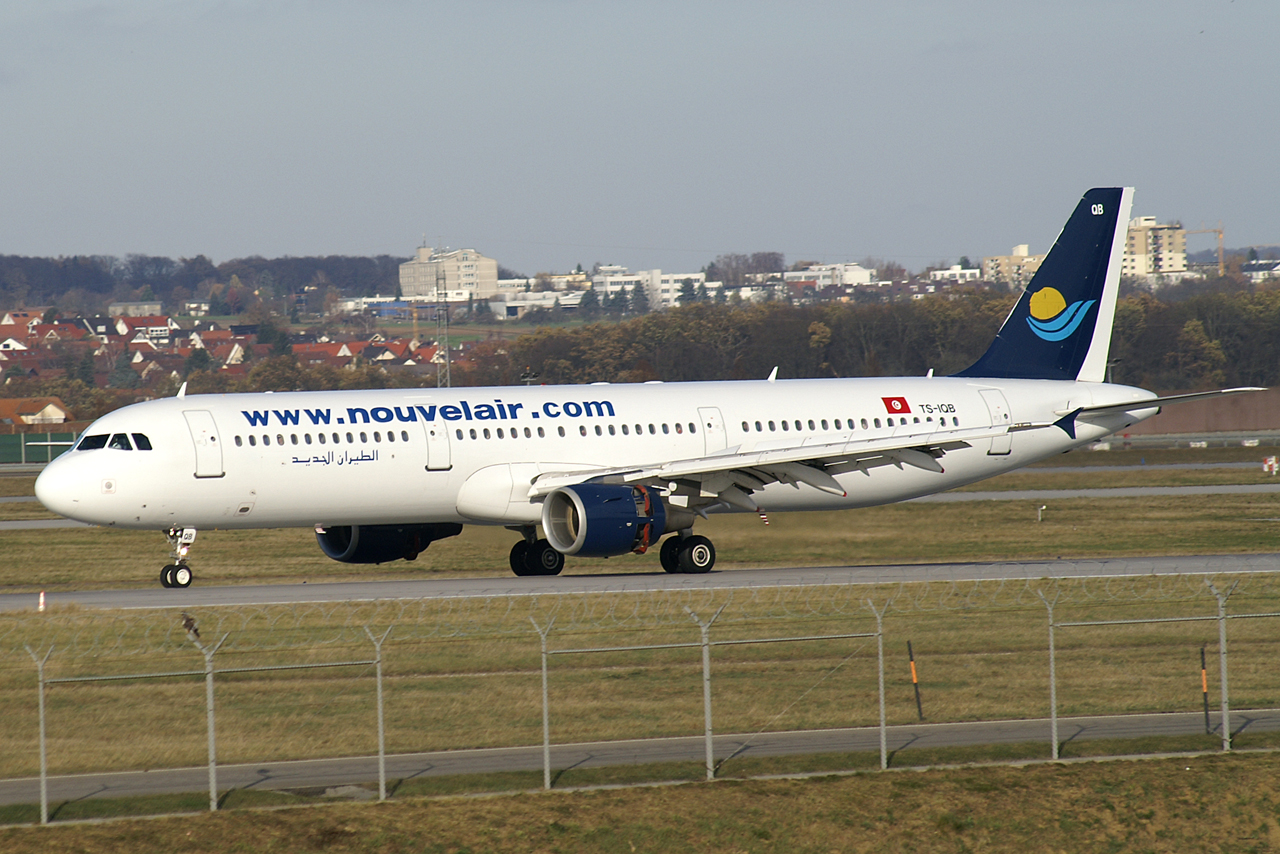
Un Airbus A321-200.

Nel corso degli anni, Nouvelar ha operato con i seguenti aerei: